# Греческие граффити-надписи в Абхазии
Греческие граффити-надписи в Абхазии — список самых ранних лапидарных надписей, написанных на греческом и латинском языках в Абхазии.
Надписи на греческом связаны с древнегреческой колонизацией и концентрируются вокруг трех эллинистических центров — Сухум, Эшерское городище и Гюэносе. Эти надписи свидетельствуют о грамотности не только переселенцев, но и эллинизированного местного населения.
Латинские надписи говорят о начале зависимости региона от Римской империи с начала новой эры. Такие надписи связаны с местами стоянок и строительной деятельностью римских легионов. Тем не менее греческий язык надписей остается наиболее популярным в регионе и в это время.

## Список надписей
Эшерское письмо:
«ΒΩΜΗΙΠοΛΥΤΙΤ
ΔΥΗΑΣωΑІΑΥΤ
АΜΒΑΝΩΝΕІΣ
ІΠАΝΤΩΝΤΩΝ
ΒАΣΙΛΕΙΑΣΚА» — "захватив с собой в город, Басилеа (царство?, царица?)…..? "
Надпись на глиняном светильнике, около Сухума:
«Давай поклоняйся владыке Гермесу ради спасения»
или в переводе Л. А. Ельницкого:
«Соверши поклонение всемогущему Гермесу Меркурию о спасении (души)».
Надпись в Пицунде на церкви:
«ΥΠΕΡ
Ε[ΥΧ]ΗΣ/ΩΡ
Ε[Λ/Κ]ΑІ/ΠΑ[Ν]
ΤΟ[Ν/ΤΟ]Υ/Ο[І]
ΚΟ[Υ]» — «в молении за Орэла и за весь его дом…»
Надпись на погребальной стеле, обнаруженной на развалинах (Сухумской) октогональной церкви:
«ΟΠΟΛΛΑ/ΜΩΝΕΝΘΑ/ΛΕΚΑΤΑΚΙ
/ΤΕΟΡΕΣΤΗ/ΣΤΡΑΤΙΩΤ/ΛΕΓΕΩΝ/
ΡΙΣΧΑΡΙΝ/ΜΗΣΑΝΕΓ/ΜΕΝΟΙΚΟ»
— "…здесь покоится Орест, воин-легионер, в память о нём мы возвели «ойкос»
Надпись на сосуде в Гагре:
"Ἐγὼ Πάκουρος ὁ βασιλεὺς τοῖς ἀ|μνοῖς "
ἔδωκα5 — «Я, царь Пакур, овцам [своим] дал».
Надписи на 17 фрагментах черепицы найденных в Сухуме:
«LEGXVAP», также «Leg» — теги военных легионов римской империи.
Фрагменты латинской письменности найденные в Сухуме:
1 строка — «Had…,»
2 строка — «pev
FI. A.,»
3 строка — «leg» — «Адриан через легата Флавия Арриана сей порт соорудил»
Надпись на медальоне найденом в селе Цабал:
«Единый Бог, помогающий приносящему»
Надпись на сосуде:
«NIKON», следует крупная утрата, возможно, здесь могло быть написано слово «ΚΑΛΟΣ».